# Jean-Antoine Villemin

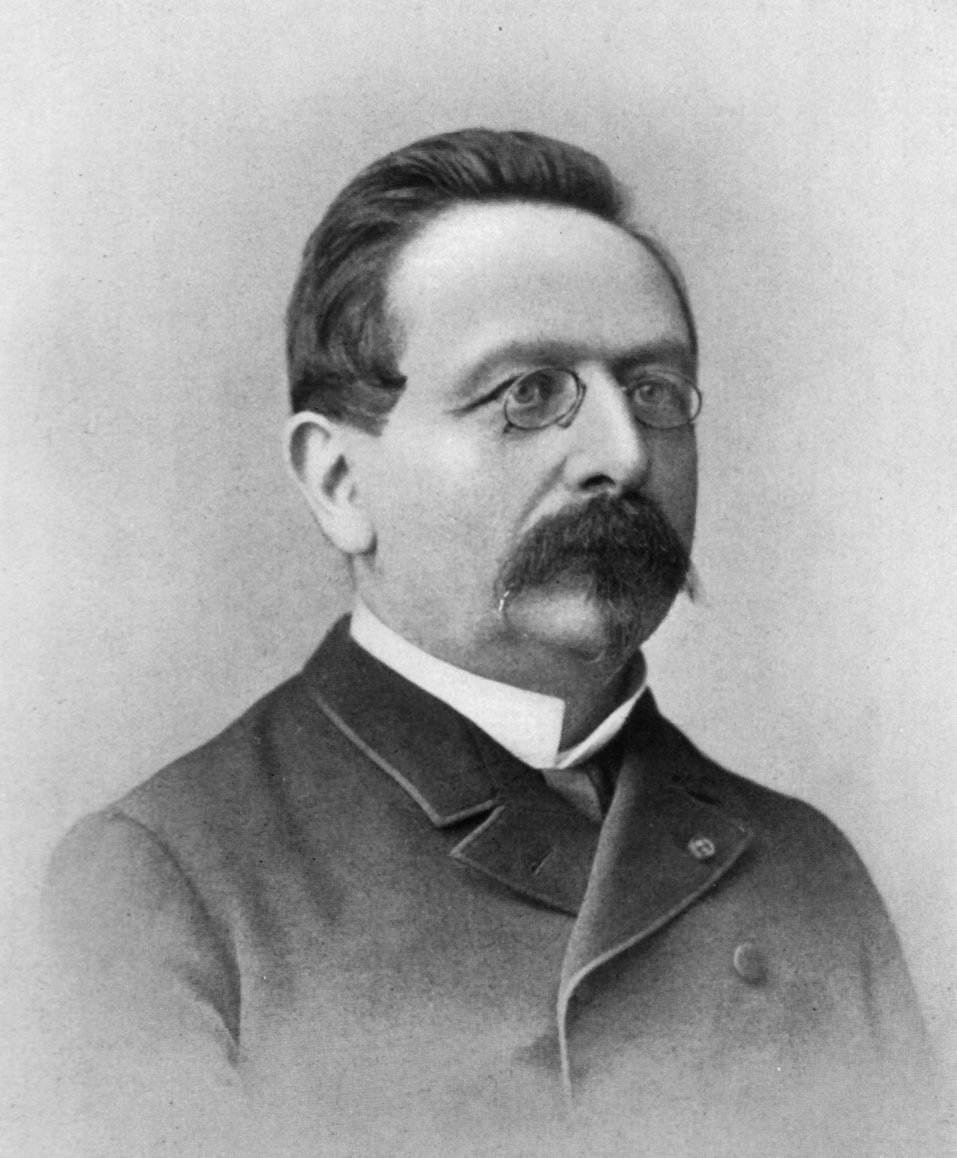
Jean-Antoine Villemin

Jean-Antoine Villemin (* 28. Januar 1827 in Prey (Vosges); † 6. Oktober 1892 in Paris) war ein  französischer Mediziner. In den späten 1860er Jahren wies er nach, dass Tuberkulose eine Infektionskrankheit ist.

## Leben
Jean-Antoine Villemin war der Sohn eines Landwirts und wurde bereits im Alter von 13 Jahren Waise. Dank seines Onkels väterlicherseits konnte er sich aber am Collège in Bruyères weiter ausbilden und erwarb beim Arzt Jean-Baptiste Mougeot einige Kenntnisse in Botanik. Nach der Ablegung der Reifeprüfung wurde er 1848 zum Militär einberufen und versah beim in Straßburg stationierten 37. Linienregiment Dienst. Er setzte derweilen an der medizinischen Fakultät in Straßburg sowie am Val-de-Grâce, der medizinischen Militärschule in Paris, seine Studien fort und erlangte im August 1853 in Straßburg den Doktortitel. Im gleichen Jahr wurde er Militärarzt. Ab 1862 lehrte er an der medizinischen Militärschule in Straßburg und wurde später Professor für Hygiene und Rechtsmedizin am Val-de-Grâce. In diesem großen Militärhospital der französischen Hauptstadt behandelte er während des Deutsch-Französischen Kriegs (1870–71) aufopfernd zahlreiche Verwundete.
Vllemin führte medizinische Experimente mit einem Laborkaninchen durch, das er mit tuberkulösem Material verstorbener menschlicher Patienten beimpfte. Drei Monate später konstatierte er bei dem Tier das Auftreten tuberkulöser Läsionen. Er konnte daher mittels seiner Forschungen nachweisen, dass Tuberkulose eine durch Kontakt von Mensch auf Tier übertragbare Infektionskrankheit ist. Seine von ihm 1867 vorgestellten Ergebnisse blieben zunächst unbeachtet; französische Mediziner glaubten weiterhin, dass Tuberkulöse eine Erbkrankheit sei. Erst einige Zeit später wurden seine Erkenntnisse allgemein akzeptiert, nachdem Experimente anderer Ärzte sie bestätigt hatten.
Aufgrund seiner Arbeiten über die Tuberkulose wurde Villemin 1874 zum Mitglied der Académie nationale de médecine gewählt. Er erhielt die Position eines stellvertretenden Direktors des Val-de-Grâce und wurde 1885 Inspektionsarzt der Armee. Kurz nach dieser Ernennung ließ er sich in den Reservekader aufnehmen, um sich besser auf seine wissenschaftliche Arbeit konzentrieren zu können. 1888 half er Louis Pasteur bei der Gründung von dessen Institut gegen Tuberkulose. 1892 starb er im Alter von 65 Jahren in Paris. In Bruyères wurde ihm ein Denkmal errichtet.

## Werke
- Du tubercule au point de vue de son siège, de son évolution et de sa nature, 1862
- Traité élémentaire d’histologie humaine normale et pathologique, 1864
- Études sur la tuberculose, preuves rationnelles et expérimentales de sa spécificité et de son inoculabilité, Paris 1867 (zusammen mit Ch. Morel)
- Causes et nature du scorbut, in: Bulletin der Académie nationale de médicine, 1874